# Romii din Slovacia
Conform ultimului recensământ din 2021, în Slovacia erau 67.179 de persoane numărate drept romi, sau 1,23% din populație.  Cu toate acestea, numărul romilor este de obicei subraportat, estimările plasând populația de romi la 7-11% din populație. Astfel, numărul real al romilor poate fi de peste jumătate de milion. 

## Istorie

### Origine
Poporul rom din Slovacia provine din nordul Indiei,     din regiunile indiene de nord-vest Rajasthan și Punjab .  
Dovezile lingvistice au arătat incontestabil că rădăcinile limbii romani se află în India: limba are caracteristici gramaticale ale limbilor indo-ariane și împărtășește cu ele o mare parte a lexicului de bază, de exemplu, părți ale corpului sau rutine zilnice. 
Mai exact, romii împărtășește lexicul de bază cu hindi și punjabi . Împărtășește multe caracteristici fonetice cu Marwari, în timp ce gramatica sa este cea mai apropiată de bengaleză . 
Descoperirile genetice din 2012 sugerează că romii își au originea în nord-vestul Indiei și au migrat ca grup.    Potrivit unui studiu genetic din 2012, strămoșii triburilor actuale și ai populațiilor de caste din nordul Indiei, denumite în mod tradițional Ḍoma⁠(d), sunt populațiile ancestrale probabile ale romilor europeni moderni. 
În februarie 2016, în cadrul Conferinței internaționale pentru romi, ministrul indian al afacerilor externe a declarat că oamenii din comunitatea romă sunt copii ai Indiei. Conferința s-a încheiat cu o recomandare către Guvernul Indiei de a recunoaște comunitatea romă răspândită în 30 de țări ca parte a diasporei indiene . 

### Migrația în Slovacia

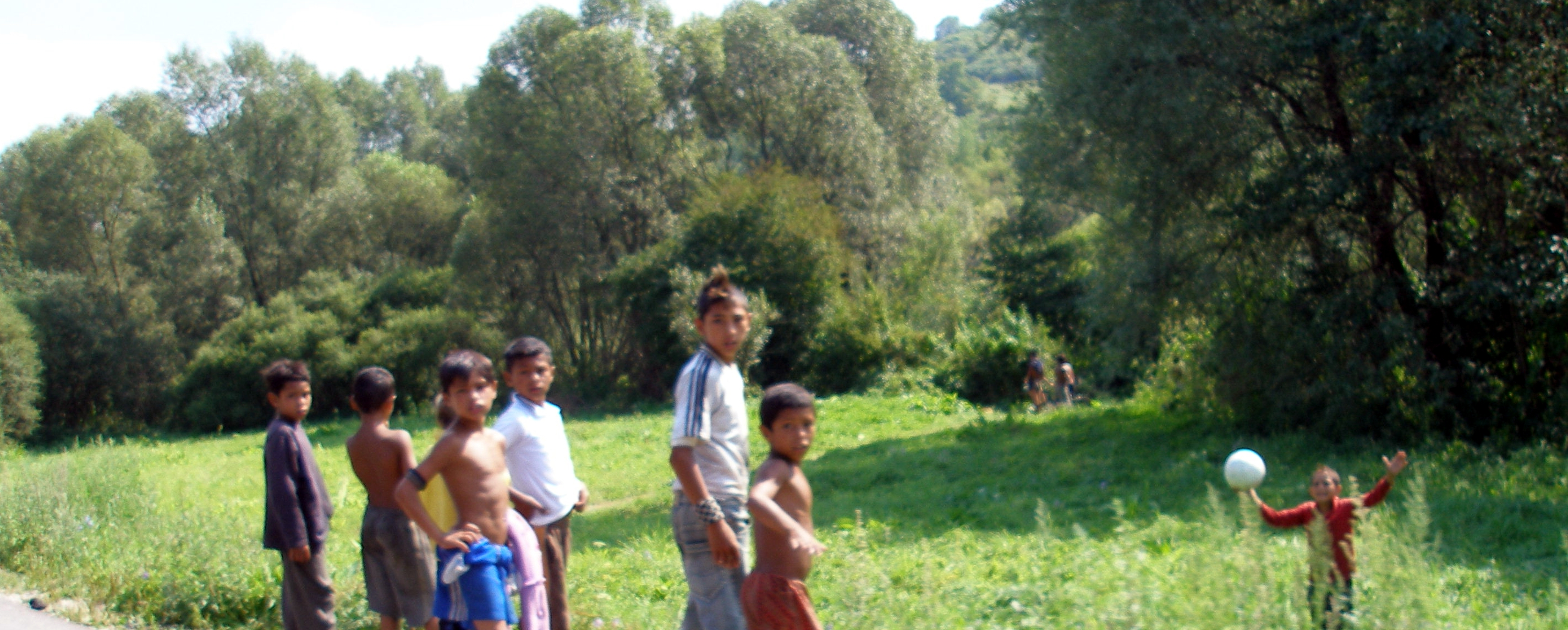
Copii romi din Slovacia de Est

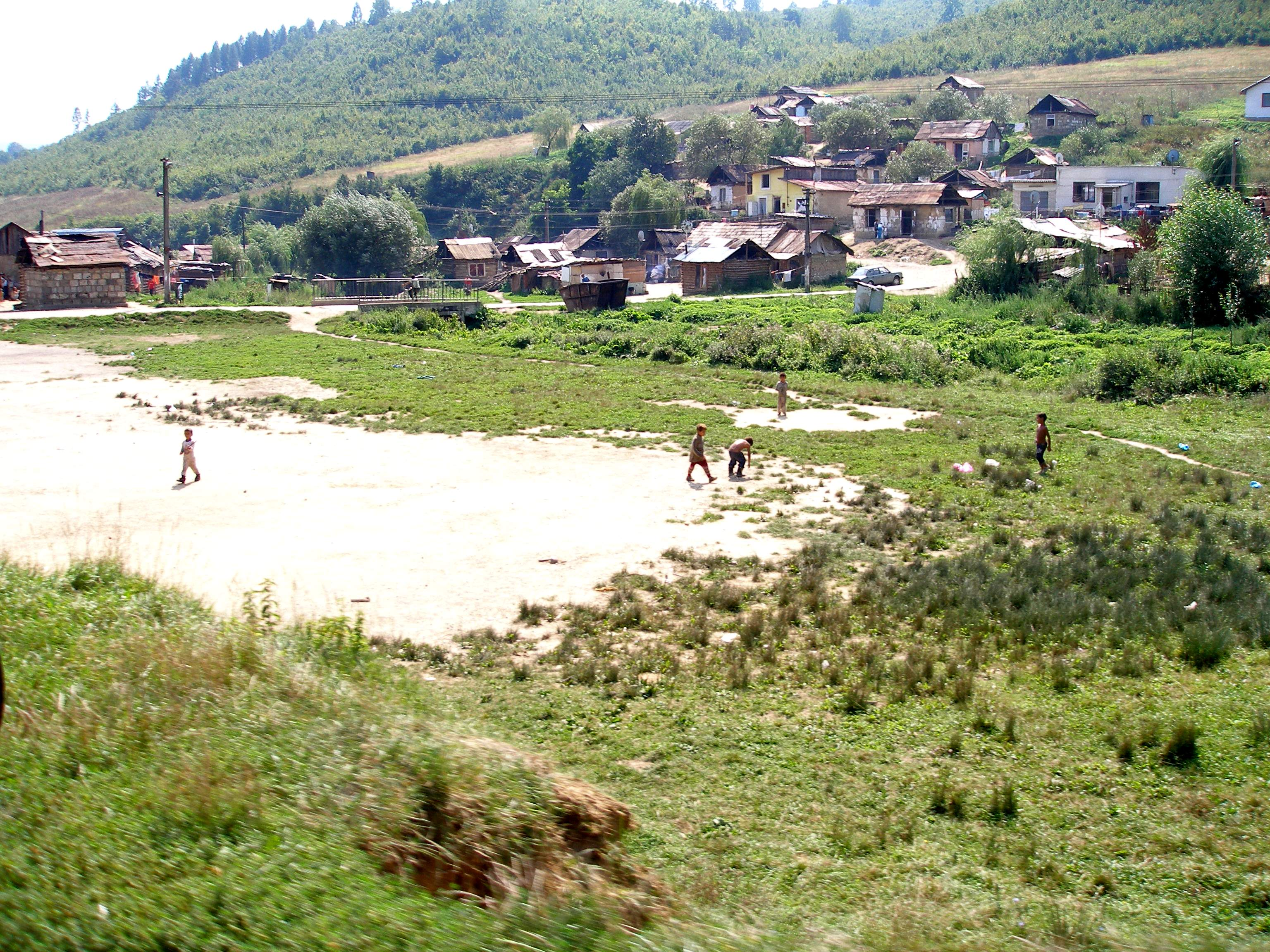
O așezare de romi în regiunea

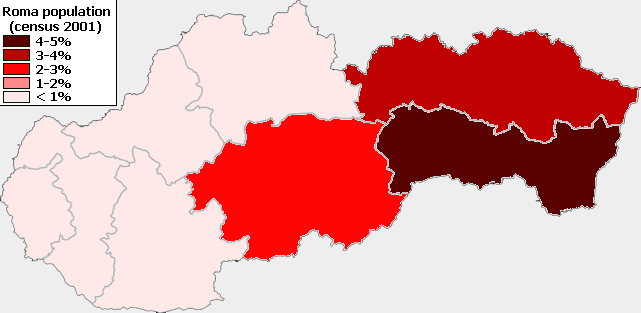
Minoritatea romă din Slovacia (recensământul 2001)

Prima atestare a unor grupuri mici de romi în zona actualei Slovacie sunt din 1322 d.Hr., când regiunea făcea parte din Regatul Ungariei . Valuri majore de nomazi romi au fost înregistrate începând cu 1417. În 1423, ei au primit un decret de la regele maghiar Sigismund de Luxemburg la Castelul Szepes, care le acorda drept de trecere și dreptul de a se stabili în întreaga Europă. Ei s-au dovedit a fi lucrători ai metalelor utili pentru armatele regale care luptau cu turcii. 
De-a lungul secolelor care au urmat, în timp ce în vestul și centrul Europei romii au fost tratați violent și adesea expulzați, Regatul Ungar și Monarhia Habsburgică în general au oferit un refugiu tolerant și stabil pentru comunitatea de romi. În secolul al XVIII-lea, Iosif al II-lea al casei de Habsburg a încercat să „civilizeze” romii, de exemplu interzicându-le îmbrăcămintea și obiceiurile și educându-i. Cu toate acestea, în general, aceste eforturi au eșuat.

### Secolului 20
După politicile represive ale romilor din prima Republică Cehoslovacă  (1918-1939), guvernul comunist din 1948-1989 a încercat să-i integreze pe romi în populația majoritară prin educație și angajare obligatorii și prin formarea de organizații rome. Modul de viață nomad a fost interzis în 1958. Părți din populația romă au fost, de asemenea, relocate din Slovacia în regiunile cehe ale țării.
Deși aceste politici au avut parțial succes , după Revoluția de catifea din 1989, romii s-au trezit din nou la marginea societății. Pe de o parte, există un sistem social generos, dar sistemul nu reușește să îi integreze efectiv în societatea de masă.

## Discriminarea în educație
Romii suferă o discriminare gravă în Slovacia. Copiii romi sunt segregați în școală și nu primesc același nivel de educație ca și copiii slovaci. Unii sunt trimiși la școli pentru copiii cu dizabilități mintale ușoare. Drept urmare, realizările acestora sunt mult sub medie.  Raportul Amnesty International „Promisiuni neîndeplinite: eșecul de a pune capăt segregării elevilor romi în Slovacia” descrie eșecul autorităților slovace de a pune capăt discriminării copiilor romi pe motiv de etnia lor în educație. Potrivit unui sondaj din 2012 al Programului Națiunilor Unite pentru Dezvoltare, aproximativ 43% dintre romii din școlile de masă au participat la clase segregate etnic. 

## Sterilizare forțată
O misiune de constatare a drepturilor omului a constatat încălcări pe scară largă ale drepturilor omului ale femeilor rome, inclusiv sterilizări forțate, acces discriminatoriu rasial la îngrijire medicală și abuz fizic și verbal din partea personalului medical, printre altele. Raportul din 2003 afirmă că a existat „modele clare și consecvente de furnizori de servicii medicale care au ignorat nevoia de a obține consimțământul informat pentru sterilizare și care nu au reușit să furnizeze informații corecte și cuprinzătoare privind sănătatea reproductivă a pacienților romi”. 
Acuzațiile de sterilizare forțată au fost susținute a fi false, de ex. într-o lucrare publicată de o organizație neguvernamentală în care se afirmă că „a avut drept scop demonstrarea unei ipoteze presupuse mai devreme, foarte populară în mass-media. Nu a adus nicio cunoaștere specifică, nici date concrete, datorită cărora am putea spune că un oarecare adevăr a fost dezvăluit, pentru a spune pe scurt, un exemplu de acțiune dăunătoare din partea ONG-urilor”.  Cu toate acestea, multe cazuri au fost confirmate, de exemplu de Curtea Europeană a Drepturilor Omului.  În 2021, guvernul slovac și-a cerut scuze pentru sterilizările forțate a mii de femei rome.  Tot în 2021, Republica Cehă a adoptat o lege de compensare. 
Romii sunt victimele violenței și criminalității etnice în Slovacia. Conform monitorizării și rapoartelor furnizate de Centrul European pentru Drepturile Romilor (ERRC) în 2013, violența rasistă, evacuările, amenințările și formele mai subtile de discriminare au crescut în ultimii doi ani în Slovacia. ERRC consideră că situația din Slovacia este una dintre cele mai grave din Europa, începând cu 2013. 

## Ajutor social
Romii primesc noi locuințe gratuite de la municipalități și administrații regionale în fiecare an, totuși oamenii se plâng că unele dintre ele ajung să fie distruse chiar de romi.     După distrugere, în unele cazuri s-a întâmplat ca locuitorii să primească locuințe noi, fără a fi urmăriți penal pentru distrugerea proprietății statului. 

## Opinie publica
Sondajul Pew Research din 2019 a constatat că 76% dintre slovaci au păreri negative despre romi. 

## Rezultatul Y-ADN al bărbaților romi slovaci
- H = 40%, *E1b1b = 21%, *J2 = 16,5 %, *I1a = 14%, *R1b = 4,5%,
- R1a = 3%, *I2a = 0,5%, *N1 = 0,5%. [30]

## Oameni de etnie romi de seamă care trăiesc sau s-au născut în zona Slovaciei de astăzi
- Vierka Berkyová⁠(d), cântăreață (1991 – )
- Irena Bihariová⁠(d), activistă pentru drepturile omului (1980 – )
- Panna Cinka, violonistă (1711? – 1772)
- Ondrej Rigo⁠(d), criminal în serie (1955 – 2022)
- Rytmus⁠(d), rapper (1977 – )

- Demografia Slovaciei
- Romii din România